# Bandera de Santa Eulàlia de Riuprimer
La bandera oficial de Santa Eulàlia de Riuprimer té la descripció següent:
Bandera apaïsada, de proporcions dos d'alt per tres de llarg, negra, amb una aspa vermella de gruix 1/6 de l'alçària del drap i una faixa blanca ondada de cinc crestes, del mateix gruix, sobreposada al centre.

## Història
Es va aprovar el 28 d'abril del 2000 i fou publicada al DOGC núm. 3148 el 26 de maig del mateix any. Està basada en l'escut heràldic de la localitat.